# خطاب التكليف
خطاب التكليف أو الخطاب التكليفي في علم أصول الفقه هو: خطاب الشرع المتعلق بفعل المكلف اقتضاءً أو تخييراً. فما كان يقتضي الفعل اقتضاءً جازما؛ فهو الفرض، أو اقتضاءً غير جازم؛ فهو المندوب. وما كان يقتضي الترك اقتضاءً جازما؛ فهو المحرم أو الحرام، أو اقتضاءً غير جازم؛ فهو المكروه. وإن كان على التخيير باستواء الفعل والترك؛ فهو المباح.

## أقسام الخطاب التكليفي
الخطاب التكليفي هو: خطاب الشرع المتعلق بفعل المكلف اقتضاءً أو تخييراً. والشرع هو: «ما شرعه الله على لسان نبيه من الأحكام» فيشمل الحلال والحرام، والأوامر والنواهي، وسائر الأحكام. والخطاب الشرعي، -نسبة للشرع الإسلامي- هو: المتوجه نحو المكلف ليفهمه. وخطاب الشرع إما: أن يستفاد بواسطة نصب الشارع علماً معرفا لحكمه، بنصب الأسباب والشروط والموانع، أو كون الفعل قضاء أو أداء، أو رخصة أو عزيمة، أو صحيحاً أو باطلا؛ فهو خطاب الوضع. وإما: أن يفيد مايقتضي فعلاً أو تركا، أو تخييرا بين الفعل والترك؛ فهو: خطاب تكليفي.

### معنى التكليف
التكليف طلب ما فيه كلفة، أو الإلزام بما فيه كلفة أي: «مشقة». وفي أصول الفقه الإسلامي هو: إلزام المكلف بالأحكام الشرعية. والشرع هو: «ما شرعه الله على لسان نبيه من الأحكام» والتكليف في الشرع الإسلامي هو: إلزام المكلف بالحكم الشرعي، وأصول الأحكام التكليفية. والمكلف هو: الذي تعلق به خطاب الشرع الإسلامي، وفق شروط التكليف.

### أحكام التكليف
الأحكام التكليفية هي: التي تتعلق بفعل المكلف اقتضاءً أو تخييراً. أو «ما يطلب فعله، أو تركه، أو ما يستوي فعله وتركه» فالحكم التكليفي إما أن يقتضي طلب الفعل طلبا جازما؛ وهو الفرض، أو طلبا من غير جزم؛ وهو: المندوب. وإما أن يقتضي طلب ترك الفعل طلبا جازما؛ وهو الحرام، أو طلبا من غير جزم؛ وهو المكروه. وإما أن يكون على التخيير باستواء الفعل والترك؛ وهو: المباح.

## الأحكام التكليفية الخمسة
────────────────
الأحكام التكليفية
| طلب فعل | طلب ترك | استواء الأمرين |
| ------- | ------- | -------------- |
| فرض     | حرام    | مباح           |
| مندوب   | مكروه   |                |